# 光的微粒理论
在光学中，光的微粒理论，被皮埃尔·伽桑狄在争论中逐步确立，托马斯·霍布斯声称光是由被称为小体(微小颗粒)的离散颗粒组成，以光速并带有冲力沿着直线行进。这是基于当时的原子论所提出的。